# General Lagos (comuna)
General Lagos es una comuna chilena de la Región de Arica y Parinacota, perteneciente al Norte Grande de Chile. Administrativamente, forma parte de la Provincia de Parinacota. Ubicada en el extremo norte del altiplano chileno, es la comuna más septentrional y la octava menos poblada del país, con una población de 684 habitantes. Su municipalidad tiene asiento en Visviri.

## Etimología
Su nombre se debe al general Pedro Lagos Marchant, quien dirigió el asalto del morro de Arica en la Batalla de Arica, el 7 de junio de 1880.
Su nombre indígena es Takura.

## Historia
El legado humano en el altiplano de General Lagos se rastrea hasta hace aproximadamente 11.500 años, durante la transición entre las eras geológicas del Pleistoceno al Holoceno. En ese entonces, cazadores y recolectores usaron la zona de Hakenasa como refugio, aprovechando un clima menos frío que en periodos anteriores. No era un caso aislado, pues existen evidencias de otros asentamientos de cazadores en áreas similares en el norte de Chile, como en el alero de las Cuevas y en Quebrada Blanca en el interior de Iquique. Cabe señalar que la colonización humana de esta área fue precedida por actividades de grupos similares en el altiplano del sur de Perú y Bolivia, aproximadamente 2.000 a 3.000 años antes.
El proceso de formalización administrativa de la comuna de General Lagos tiene una larga trayectoria que se vincula estrechamente con la historia política de Chile. Fue creada oficialmente el 30 de diciembre de 1927 y nombrada en honor al General Pedro Lagos, arquitecto del asalto al Morro de Arica. Originalmente, esta comuna formaba parte de las cinco comunas que conformaban el departamento de Arica, junto con Arica, Putre, Belén y Codpa.
La ubicación geopolítica de General Lagos ha sido siempre un tema delicado, sujeto a las tensiones políticas entre los países vecinos, principalmente Perú y Chile. Los recursos naturales del altiplano jugaron un papel crucial en las negociaciones y delimitaciones territoriales entre estos países. A lo largo del tiempo, la comuna experimentó varias reorganizaciones administrativas. En 1979, la cuarta división territorial del estado chileno estableció que la Primera Región de Tarapacá se dividiría en tres provincias y diez comunas, situando a General Lagos en la provincia de Parinacota.
En un cambio más reciente, la comuna fue incorporada en la nueva Región de Arica Parinacota, creada el 8 de octubre de 2007 como resultado de reformas constitucionales. Esto fortaleció su importancia administrativa dentro de la organización política y territorial de Chile.En la actualidad, la comuna destaca por la  Asociación Indígena de Ganaderos Social y Cultural de la Comuna de General Lagos creada el año 2014 con el objetivo de promover el desarrollo y visibilización de la ganadería camélida altoandina.

## Medio ambiente

### Geografía

Trazado simplificado de los ecosistemas y cuerpos de agua presentes en la comuna de General Lagos.

La comuna de General Lagos se encuentra emplazada en las unidades geomorfológicas de Cordillera prealtiplanica, Pediplanos, glacis y piedemont, Precordillera río Lauca y Depresión río Lauca, destacando entre sus accidentes geográficos el Volcán Tacora, Cerro Cosapilla, Cerro Carbiri; y presenta según la clasificación climática de Köppen clima de tundra (ET), clima de tundra de lluvia estival (ET (w)), clima glacial de lluvia estival (EF (w)) y clima semiárido de lluvia estival (BSk (w)). Esta además se halla entre las cuencas hidrográficas de Altiplanicas, Quebrada de La Concordia y río Lluta. Además, la comuna posee diversos cuerpos de agua, entre los que se destacan la Laguna Blanca, el río Caquena, río Lluta, río Cosapilla y río Putani.

### Botánica
Dentro del territorio de la comuna se pueden hallar los siguientes ecosistemas:
- Matorral bajo desértico tropical andino donde predominan Aloysia deserticola y Atriplex imbricata (Preocupación menor)
- Matorral bajo tropical andino donde predominan Azorella compacta y Pycnophyllum molle (Vulnerable)
- Matorral bajo tropical andino donde predominan Fabiana ramulosa y Diplostephium meyenii (Vulnerable)
- Matorral bajo tropical andino donde predominan Parastrephia lepidophylla y Parastrephia quadrangularis (Vulnerable)
- Matorral bajo tropical andino donde predominan Parastrephia lucida y Azorella compacta (Vulnerable)
- Matorral bajo tropical andino donde predominan Parastrephia lucida y Festuca orthophylla (Vulnerable)
- Zonas geográficas hinóspitas sin vegetación (Sin información)

### Medidas de protección ambiental y conflictos socioambientales
Hasta 2022, la comuna de General Lagos cuenta con las siguientes zonas que poseen algún nivel de protección ambiental:
- Lauca (Reserva Biósfera)[14]
- Parque Nacional Lauca (Parque Nacional)[15]

## Demografía
Visviri se conoce como el punto más septentrional del país, y se ubica en el Hito fronterizo Tripartito entre Chile, Perú y Bolivia. Se encuentra a una altitud de 4.069 m s. n. m., muy cercano al poblado boliviano de Charaña. 
Según los datos recolectados en el censo de población del año 2017 realizado por el Instituto Nacional de Estadísticas, la comuna posee una superficie de 2.244,4 km² y una población de 684 habitantes, de los cuales 412 son hombres y 272 son mujeres. La comuna de General Lagos acoge al 0,3% de la población total de la región. Para el censo del 2002, el 100% correspondía a población rural y el 62% se autoidentificaba como indígena.
Es una de las comunas más pobres y menos desarrolladas de todo el país. De acuerdo a la encuesta de caracterización social del estado chileno (CASEN) de 2009, sobre el 20% de la población vivía en situación de pobreza y la comuna no contaba con un Plano Regulador Comunal.

### Localidades
La comuna se caracteriza por la ausencia de población urbana, no cuenta con ciudades o pueblos, siendo los asentamientos más poblados los caseríos de Visviri y Coronel Alcérreca con poblaciones que no llegan a los 300 habitantes en cada una. Otros caseríos que conforman la comuna son: Cosapilla, Guacollo, Chujlluta, Ancopujo, Pucoyo, Nasahuento, Putani y Villa Tacora.
La comuna de General Lagos se divide en los siguientes distritos:
- Visviri (431 hab.)
- Nasahuento (275 hab.)
- Coronel Alcérreca (369 hab.)
- Tacora (104 hab.)

## Administración

### Municipalidad
Su actual alcalde es Álex Castillo Blas (PRCh), quien es secundado en su labor por el Concejo Municipal, el cual para el período 2024-2028 está conformado por los concejales:
- Delfín Zarzuri Condori (RN)
- Alfonso Flores Chura (Ind./RN)
- Jorge Flores Valdés (PDG)
- Patricio Flores Blas (DC)
- Carmen Surco Chura (Ind./PPD)
- Richard Villanueva Huaylla (Ind./PRCh)

### Representación parlamentaria
Pertenece al Distrito Electoral n.º 1 y a la 1.ª Circunscripción Senatorial . Es representada en la Cámara de Diputados del Congreso Nacional por los diputados Vlado Mirosevic Verdugo (PL), Nino Baltolu Rasera (UDI) y Luis Rocafull López (PS). A su vez, es representada en el Senado por los senadores José Durana Semir (UDI) y José Miguel Insulza (PS).

## Economía
En 2018, la cantidad de empresas registradas en General Lagos fue de 2. El Índice de Complejidad Económica (ECI) en el mismo año fue de -1,3, mientras que las actividades económicas con mayor índice de Ventaja Comparativa Revelada (RCA) fueron Centros de Madres, Unidades Vecinales y Comunales (649467,44), Cultivo de Trigo (0,0) y Transporte por Tuberías (0,0).

### Gastronomía
Cada domingo se realiza la "Feria del Hito Trifino", donde el producto más codiciado es el cocoroco, licor chileno/boliviano de 93°.

## Lugares de interés
En su territorio se ubica el volcán Tacora y sus azufreras, y parte del antiguo ferrocarril que une Arica y La Paz.

## Medios de comunicación

### Radioemisoras
FM
- 95.5 MHz - Visviri FM

## Enlaces
- Indicadores comunales de General Lagos en la Biblioteca del Congreso Nacional de Chile (enlace roto disponible en Internet Archive; véase el historial, la primera versión y la última).